# Vicente Alonso Martínez
Vicente Alonso-Martínez y Martín (Madrid, 5 de abril de 1858, Madrid, 26 de marzo de 1936) fue un ingeniero agrónomo y político liberal español, diputado y senador de las Cortes de la Restauración.

## Biografía
Nació el 5 de abril de 1858 en Madrid. Ingeniero agrónomo de profesión fue catedrático en la Escuela Especial de Ingenieros agrónomos. Hijo de Manuel Alonso Martínez y cuñado del Conde de Romanones, contrajo matrimonio con Josefa de Bea y Pelayo, hija de Manuel Bea y Maruri. Fue diputado liberal en las Cortes por el distrito leridano de Cervera desde la legislatura de 1882-1883 y electo ininterrumpidamente por esta desde 1886 hasta 1899, escaño en el que sucedió a su padre; pasó posteriormente en 1901 a desempeñar el cargo de senador vitalicio.
Heredó el título nobiliario de marqués de Alonso Martínez en 1893.
Falleció el 26 de marzo de 1936 en Madrid (Concepción).